# Baojun RC-6
La Baojun RC-6 è la prima autovettura prodotta dalla casa automobilistica cinese Baojun a partire dal 2019.

## Descrizione
L'RC-6, che ha debuttato al Salone di Chengdu nel 2019, è una berlina di grandi dimensioni a 5 porte che è caratterizzata da una linea a 2 volumi e mezzo fastback, caratterizzata da un'altezza da terra è pari a 191 mm, simile ad un crossover.
La RC-6 è dotato di sistema di assistenza alla guida sviluppato dalla tedesca Bosch, con il sistema ADAS Bosch di giuda autonoma di livello 2, che include il Traffic Jam Assist, Lane Keeping Assist, Lane Departure Warning, Intelligent Cruise Assist, Blind-Spot Collision-Evance Assist, Traffic Signal Warning e Traffic Speed Assist. Il sistema del cruise control adattivo sull'RC-6 che può anche essere attivato a una velocità inferiore a 130 km/h, combina un radar a onde da 77 GHz e una telecamera multifunzione ad alta definizione che è in grado di identificare persone, automobili e strade. I fari a LED dell'RC-6 sono dotati di un sistema di abbaglianti e degli anabbaglianti IHMA che varia il fascio luminoso dei fanali per non accecare gli altri utenti della strada.
L'RC-6 è alimentato dalla stessa unità che alimenta l'RM-5, ovvero un motore turbo a quattro cilindri da 1,5 litri che produce 108 kW di potenza massima e 245 Nm di coppia massima. Il motore è abbinato a una trasmissione manuale a sei velocità o a variazione continua (CVT) a otto velocità.